# 下一代轟炸機
次世代轟炸機（英文：Next-Generation Bomber，NGB）是美國空軍的戰略轟炸機計劃，其目標是在2018年便能列裝於空軍中，因此也有業內人士稱呼其為「2018轟炸機」。
NGB項目在2009年曾因美國國防預算緊張而被中止，但直至2011年有報導指出項目已經恢復，並與因為當初停止而衍生出的遠程打擊轟炸機項目（LRS-B）同時進行。不過，NGB可能會作為填補美國空軍在2037轟炸機出現前的過渡機型。與LRS-B項目相比，NGB項目的計劃成本和能力都會較之為高。

## 歷史
2004年6月，美国空军空战司令部開始研究新型轟炸機計劃，用以取代當時老舊的B-52同溫層堡壘轟炸機，目標在2018年便開始服役，是為「2018轟炸機」的名稱來源，隨後正式命名為「次世代轟炸機」（NGB）。當時一些猜測認為，次世代轟炸機將會是具超音速速度和無人駕駛飛行能力，然而後來美國空軍少將馬克·馬修斯（Mark T. Matthews）表示載人亞音速轟炸機將會在2018年提供滿足於要求的作戰範圍和有效載荷性能，這或許表明了次世代轟炸機依舊是載人飛行和只有亞音速速度。
2006年，美國空軍戰略司令部在其四年防務評估報告（QDR）中說，新型轟炸機將被指定為「B-3」。
2008年1月25日，波音和洛克希德·马丁宣布達成協議，雙方將共同為美國空軍開發新型的戰略轟炸機，以增加爭奪空軍生產訂單的籌碼。這一合作將由波音作為主要承包商，佔約60%的份額，而洛克希德·马丁就佔約40%的市佔率。其後美國另一大的國防承包商诺斯洛普·格鲁门也宣布將角逐美國空軍的訂單。
2009年5月19日，美國空軍參謀長諾頓·施瓦茨（Norton A. Schwartz）表示，美國空軍在2010年的預算中的重點將在「遠程打擊轟炸機」而非「次世代轟炸機」項目。在此一表示不久，兩個競爭團隊就在6月被告知NGB項目將被中止。基於項目的停止，五角大樓也宣布將延長B-52同溫層堡壘轟炸機、B-1和B-2幽灵战略轰炸机的服役期限，並停止NGB項目的撥款。
可是關於NGB項目的新聞或資料至今依然不斷出現，有報導也指出NGB項目已於2011年恢復，因此NGB項目可能一直和LRS-B項目同時進行，用以作為將取代B-2幽灵战略轰炸机的「2037轟炸機」的過渡機型。